# Leptosphaeria platanicola
Leptosphaeria platanicola är en svampart som först beskrevs av Howe, och fick sitt nu gällande namn av Pier Andrea Saccardo 1883. Leptosphaeria platanicola ingår i släktet Leptosphaeria och familjen Leptosphaeriaceae.   Inga underarter finns listade i Catalogue of Life.